# Communistische Partij van Zuid-Ossetië
De Communistische Partij van Zuid-Ossetië  (Russisch: Коммунистическая партия Республики Южная Осетия, Kommunisticheskaija partiija Respubliki Joezhnaija Osetiija; Ossetisch: Хуссар Ирыстоны Коммунистон парти, Chussar Ihristonij Kommoeniston Parti) is een communistische partij in Zuid-Ossetië, opgericht in 1993 en geldt daarmee als oudste partij in de Georgische afscheidingsrepubliek. Het had een parlementaire meerderheid in de periode 1994-2004. In 2021 telde de partij 632 leden, volgens de Eerste Secretaris van de partij op het partijcongres.
In de het zevende parlement (2019-2024) heeft de partij twee zetels, gekozen via een enkelvoudig district en proportionele stem op partijlijsten waar het met 7,29% de kiesdrempel nipt haalde.

## Leiderschap
Sinds de oprichting leidt Stanislav Kotsjijev de partij. Eerst als Eerste Secretaris, maar sinds 2015 als Voorzitter, toen deze functie werd gecreëerd. Kotsjijev was tussen 1992 en 1999 de eerste Zuid-Ossetische minister van Pers en Massa Communicatie en was parlementsvoorzitter in de periodes 1999-2004, 2009-2011 en 2012-2014.

## Geschiedenis
De Communistische Partij van Zuid-Ossetië werd in 1993 opgericht, en is daarmee de oudste partij van Zuid-Ossetië. de partij trad op 15 mei 1993 toe tot de UPC-CPSU), een groep van communistische partijen in de voormalige Sovjet-Unie.
Eind 2011, tijdens de politieke crisis rond de presidentsverkiezingen van dat jaar, beschouwde de Communistische Partij zichzelf niet als oppositie tegen de regering van Kokojti, maar bekritiseerde ze de negatieve aspecten ervan: corruptie en verduistering van geld.

## Verkiezingen
Bij de parlementsverkiezingen van 27 maart 1994 behaalde de Communistische Partij 47,2% van de stemmen, genoeg voor 19 van de 36 zetels. Het volgde hiermee het nationalistische Volksfront (Ademon Nychas) op als regeringspartij. Bij de verkiezingen van 12 mei 1999 behaalde de partij meer dan 50% van de proportionele stemmen, waarmee het een tweede regeertermijn wist te verzekeren. Bij de Zuid-Ossetische presidentsverkiezingen van 2001 verkreeg partijleider Kotsjijev 24% (1e ronde) respectievelijk 40% (2e ronde) van de stemmen. Hij verloor de tweede ronde van Edoeard Kokojti. 
In 2004 verloor de partij de parlementsverkiezing en meerderheid aan de toen nieuwe Eenheidspartij, geleid door president Kokojti. Ondanks 24,7% van de proportionele stem eindigde het met 4 zetels, door het gemengde systeem met enkelvoudige districten. Bij de presidentsverkiezingen van 2006 had de partij geen eigen kandidaat maar steunde de zittende Kokojti. De partij verklaarde achter het buitenlandse beleid van de president te staan, maar bekritiseerde het binnenlandse beleid. In 2009 wist de partij te profiteren van de overgang naar het geheel proportionele systeem, en won 8 zetels in het parlement op 22,8% van de stemmen. In 2014 haalde de partij de kiesdrempel van 7% niet en verdween uit het parlement, om in 2019 weer terug te keren met 1 proportionele- en 1 districtszetel. In 2024 behaalde de partij net de kiesdrempel, en won twee districten.
| Verkiezing | Stemmen | %    | #   | Zetels   | +/–      | Leider              |
| ---------- | ------- | ---- | --- | -------- | -------- | ------------------- |
| 2024       | 1.557   | 7,12 | (4) | 3 / 34   | 1        | Stanislav Kotsjijev |
| 2019       | 1.622   | 7,29 | (5) | 2 / 34   | 2        | Stanislav Kotsjijev |
| 2014       | 890     | 4,41 | (7) | 0 / 34   | 8        | Stanislav Kotsjijev |
| 2009       | 10.194  | 22,8 | (3) | 8 / 34   | 3        | Stanislav Kotsjijev |
| 2004       | -       | 24,7 | (2) | 4 / 34   | Gedaald  | Stanislav Kotsjijev |
| 1999       | -       | > 50 | (1) | onbekend | Gestegen | Stanislav Kotsjijev |
| 1994       | -       | 47,2 | (1) | 19 / 36  | Gestegen | Stanislav Kotsjijev |

## Internationale relaties
De partij is sinds 15 mei 1993 lid van de Unie van Communistische Partijen - Communistische Partij van de Sovjet-Unie (UPC-CPSU), een overkoepelend orgaan van communistische partijen in de voormalige Sovjet-Unie.